# Faggot (gastronomia)
I faggot sono polpette a base di interiora di maiale macinate, erbe, e talvolta pangrattato, diffuse nel Regno Unito, specialmente nelle Midlands inglesi e nel Galles meridionale.

## Etimologia e storia
Le origini del nome del piatto sono incerte, ma si presume che alluda al termine un tempo usato per indicare un piccolo fascio di bastoncini, in quanto le polpette vengono avvolte nel lardo prima di venire cotte.
Il primo utilizzo scritto del termine faggot su una fonte scritta compare in un articolo del Manchester Courier and Lancashire General Advertiser uscito sabato 3 giugno 1843 su un uomo che sarebbe riuscito a mangiarne dodici.
La popolarità dell'alimento aumentò a causa del razionamento alimentare della seconda guerra mondiale, ma diminuì nel corso dei decenni seguiti agli scontri.
La moda degli alimenti con le frattaglie diffusa nei primi anni duemila portò a un'alta domanda di faggot in tutto il Regno Unito; nel 2018 si è stimato che sarebbero stati consumate "decine di milioni" di faggot ogni anno. Tali alimenti sono ancora oggi preparati in varie macellerie che servono prodotti tipici e si possono trovare surgelati.
Il nome del piatto, che si può tradurre in "frocio", ha generato una serie di situazioni controverse.

## Descrizione
I faggot sono composti da fegato e cuore di maiale tritati, cipolla, pangrattato e sono avvolti nella pancetta. L'impasto viene modellato a mano in piccole palline, avvolte nell'omento e cotte in forno. Spesso vengono cotti in un coccio con sugo e serviti con piselli e purè di patate.

## Varianti
I faggot possono anche essere preparati con il manzo.
Un'altra variante del faggot descritta sul British Cookery di Lizzie Boyd prevede l'utilizzo dei granelli (testicoli) del maiale.